# Antaeotricha
Antaeotricha är ett släkte av fjärilar. Antaeotricha ingår i familjen plattmalar.

## Bildgalleri

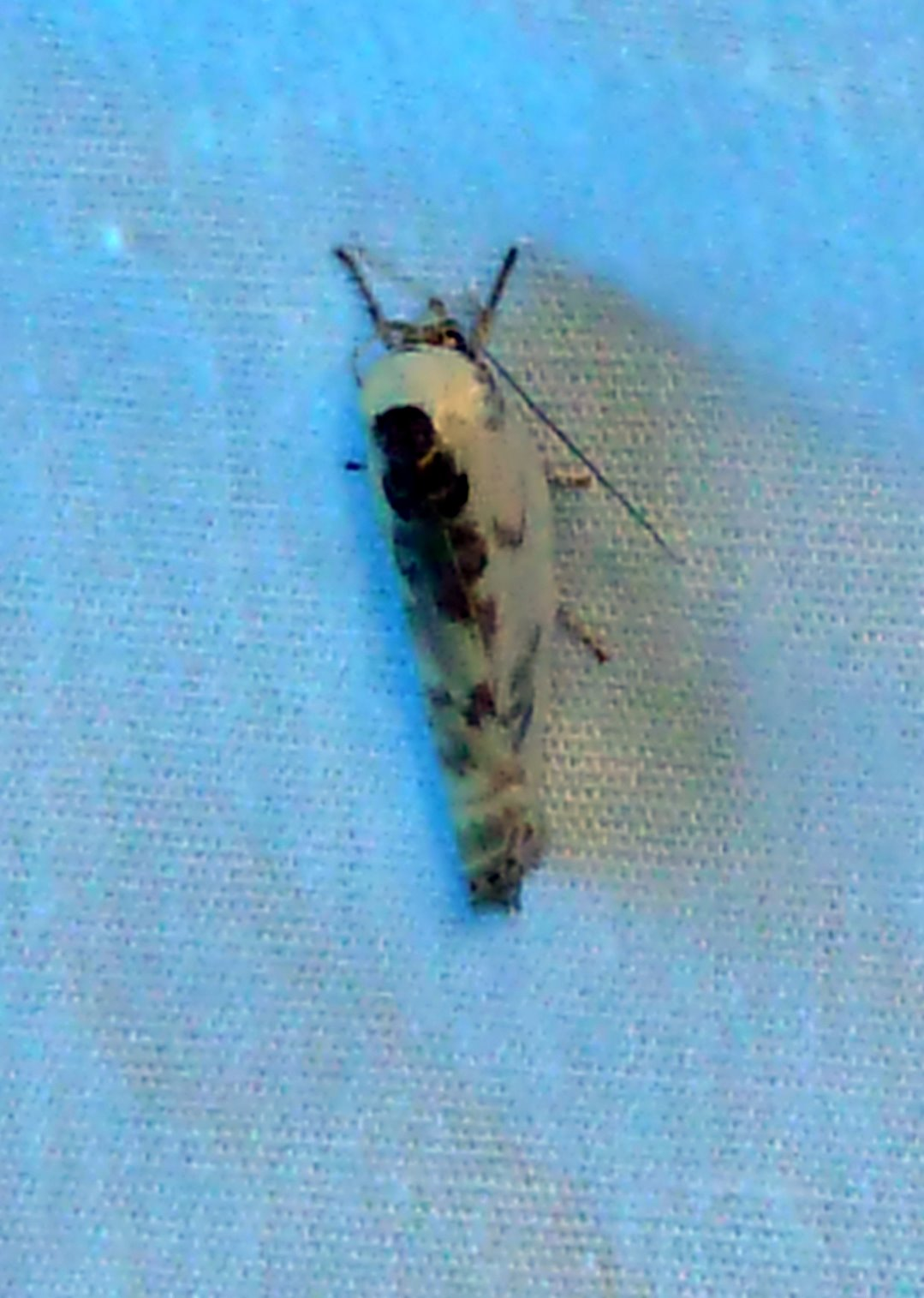
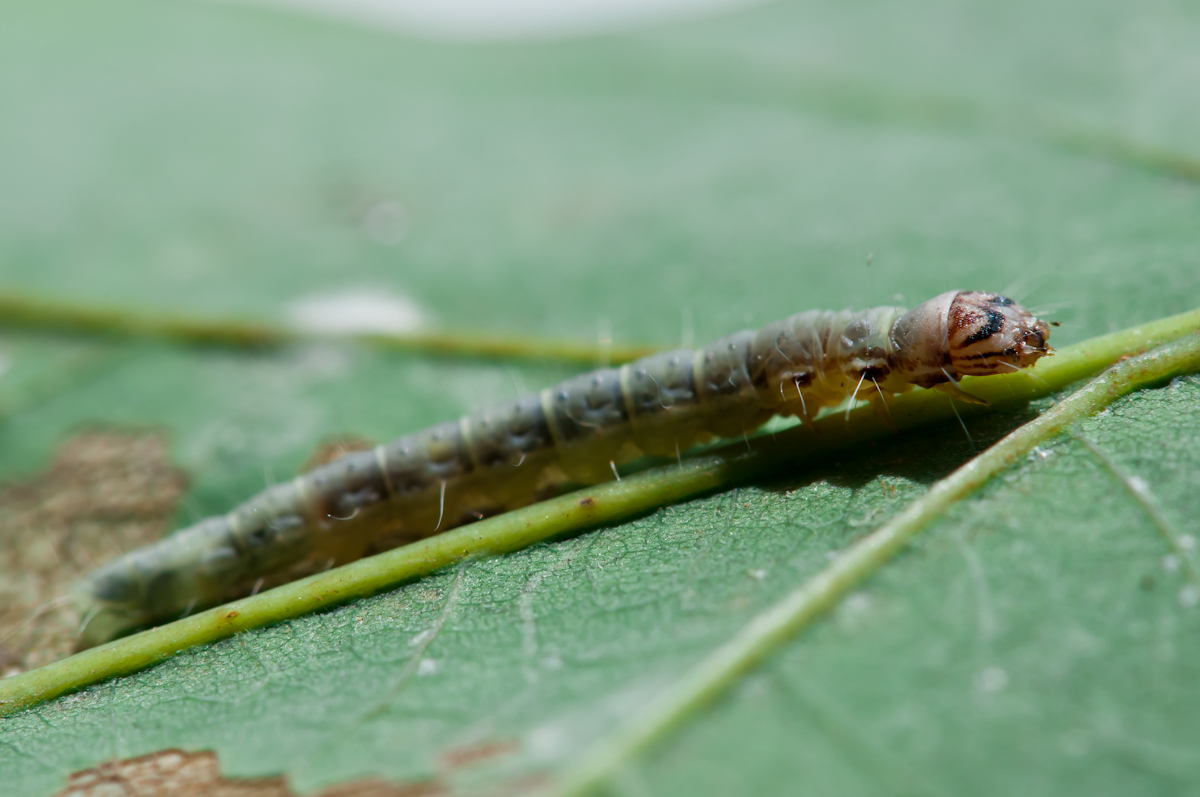

## Dottertaxa tillAntaeotricha, i alfabetisk ordning[1]
- Antaeotricha absconditella
- Antaeotricha acrobapta
- Antaeotricha acrograpta
- Antaeotricha acronephela
- Antaeotricha additella
- Antaeotricha addon
- Antaeotricha adjunctella
- Antaeotricha aequabilis
- Antaeotricha aglypta
- Antaeotricha albella
- Antaeotricha albifrons
- Antaeotricha albovenosa
- Antaeotricha algidella
- Antaeotricha amicula
- Antaeotricha ampherista
- Antaeotricha amphilyta
- Antaeotricha amphizyga
- Antaeotricha anaclintris
- Antaeotricha annixa
- Antaeotricha anticharis
- Antaeotricha aporodes
- Antaeotricha arachniotis
- Antaeotricha arystis
- Antaeotricha assecta
- Antaeotricha astynoma
- Antaeotricha axena
- Antaeotricha bahiensis
- Antaeotricha balanocentra
- Antaeotricha ballista
- Antaeotricha basalis
- Antaeotricha basilaris
- Antaeotricha basimacula
- Antaeotricha biarcuata
- Antaeotricha bicolor
- Antaeotricha binubila
- Antaeotricha bipupillata
- Antaeotricha brachysaris
- Antaeotricha brochota
- Antaeotricha camarina
- Antaeotricha campylodes
- Antaeotricha cantharitis
- Antaeotricha canusella
- Antaeotricha caprimulga
- Antaeotricha capsulata
- Antaeotricha carabophanes
- Antaeotricha carphitis
- Antaeotricha cathagnista
- Antaeotricha catharactis
- Antaeotricha cedroxyla
- Antaeotricha celidotis
- Antaeotricha cenotes
- Antaeotricha ceratistes
- Antaeotricha chalastis
- Antaeotricha chelobathra
- Antaeotricha christocoma
- Antaeotricha cicadella
- Antaeotricha cleopatra
- Antaeotricha clivosa
- Antaeotricha compsographa
- Antaeotricha confixella
- Antaeotricha congelata
- Antaeotricha copromima
- Antaeotricha coriodes
- Antaeotricha corvigera
- Antaeotricha corvula
- Antaeotricha cosmoterma
- Antaeotricha costatella
- Antaeotricha cryeropis
- Antaeotricha cyclobasis
- Antaeotricha cycnomorpha
- Antaeotricha cynopis
- Antaeotricha cyprodeta
- Antaeotricha decorasella
- Antaeotricha decorella
- Antaeotricha decorosella
- Antaeotricha deltopis
- Antaeotricha demas
- Antaeotricha demotica
- Antaeotricha deridens
- Antaeotricha diffracta
- Antaeotricha diplarcha
- Antaeotricha diplophaea
- Antaeotricha discalis
- Antaeotricha discolor
- Antaeotricha dissimilis
- Antaeotricha dynastis
- Antaeotricha emollita
- Antaeotricha encyclia
- Antaeotricha enodata
- Antaeotricha epignampta
- Antaeotricha episimbla
- Antaeotricha ergates
- Antaeotricha erschoffii
- Antaeotricha eucoma
- Antaeotricha euthrinca
- Antaeotricha excisa
- Antaeotricha extenta
- Antaeotricha exusta
- Antaeotricha fasciatum
- Antaeotricha fascicularis
- Antaeotricha forsteri
- Antaeotricha fractilinea
- Antaeotricha frontalis
- Antaeotricha fulta
- Antaeotricha fumifica
- Antaeotricha fumipennis
- Antaeotricha furcata
- Antaeotricha fuscorectangulata
- Antaeotricha generatrix
- Antaeotricha glaciata
- Antaeotricha glycerostoma
- Antaeotricha gravescens
- Antaeotricha griseana
- Antaeotricha griseanomina
- Antaeotricha gubernatrix
- Antaeotricha gunni
- Antaeotricha gymnolopha
- Antaeotricha haesitans
- Antaeotricha haplocentra
- Antaeotricha hapsicora
- Antaeotricha harpobathra
- Antaeotricha helicias
- Antaeotricha hemibathra
- Antaeotricha hemiscia
- Antaeotricha hemitephras
- Antaeotricha herilis
- Antaeotricha heteropa
- Antaeotricha himaea
- Antaeotricha homologa
- Antaeotricha humeriferella
- Antaeotricha humilis
- Antaeotricha hydrophora
- Antaeotricha ianthina
- Antaeotricha illepida
- Antaeotricha immota
- Antaeotricha incisurella
- Antaeotricha incompleta
- Antaeotricha incongrua
- Antaeotricha incrassata
- Antaeotricha inquinula
- Antaeotricha insimulata
- Antaeotricha iopetra
- Antaeotricha iras
- Antaeotricha irene
- Antaeotricha isoporphyra
- Antaeotricha isotona
- Antaeotricha ithytona
- Antaeotricha lacertosa
- Antaeotricha lampyridella
- Antaeotricha lathiptila
- Antaeotricha lativittella
- Antaeotricha laudata
- Antaeotricha lebetias
- Antaeotricha lecithaula
- Antaeotricha leucillana
- Antaeotricha leucogramma
- Antaeotricha lignicolor
- Antaeotricha lindseyi
- Antaeotricha lithosina
- Antaeotricha lunimaculata
- Antaeotricha lysimeris
- Antaeotricha machetes
- Antaeotricha malachita
- Antaeotricha manzanitae
- Antaeotricha marmorea
- Antaeotricha martini
- Antaeotricha melanarma
- Antaeotricha mentigera
- Antaeotricha mesostrota
- Antaeotricha milictis
- Antaeotricha mitratella
- Antaeotricha monoclona
- Antaeotricha nerteropa
- Antaeotricha neurographa
- Antaeotricha neurotona
- Antaeotricha nictitans
- Antaeotricha nimbata
- Antaeotricha nitescens
- Antaeotricha nitrota
- Antaeotricha nubeculosa
- Antaeotricha nuclearis
- Antaeotricha ocellifer
- Antaeotricha orthophaea
- Antaeotricha orthotona
- Antaeotricha orthriopa
- Antaeotricha osseella
- Antaeotricha ovatella
- Antaeotricha oxycentra
- Antaeotricha oxydecta
- Antaeotricha pactota
- Antaeotricha palaestrias
- Antaeotricha pallulella
- Antaeotricha paracrypta
- Antaeotricha parastis
- Antaeotricha pellocoma
- Antaeotricha percnogona
- Antaeotricha perfusa
- Antaeotricha phaeosaris
- Antaeotricha phoebe
- Antaeotricha phryactis
- Antaeotricha plagosa
- Antaeotricha platydesma
- Antaeotricha plerotis
- Antaeotricha plumosa
- Antaeotricha praecisa
- Antaeotricha praerupta
- Antaeotricha protosaris
- Antaeotricha pseudochyta
- Antaeotricha ptilocrates
- Antaeotricha ptycta
- Antaeotricha pumilis
- Antaeotricha purulenta
- Antaeotricha pythonaea
- Antaeotricha quatiens
- Antaeotricha querciella
- Antaeotricha radicalis
- Antaeotricha radicicola
- Antaeotricha raricilia
- Antaeotricha reciprocella
- Antaeotricha reductella
- Antaeotricha refractrix
- Antaeotricha renselariana
- Antaeotricha reprehensa
- Antaeotricha resiliens
- Antaeotricha ribbei
- Antaeotricha sagax
- Antaeotricha sana
- Antaeotricha sarcinata
- Antaeotricha sardania
- Antaeotricha schlaegeri
- Antaeotricha sellifera
- Antaeotricha semicinerea
- Antaeotricha semiovata
- Antaeotricha serangodes
- Antaeotricha serarcha
- Antaeotricha similis
- Antaeotricha smileuta
- Antaeotricha sortifera
- Antaeotricha sparganota
- Antaeotricha spermolitha
- Antaeotricha spurca
- Antaeotricha staurota
- Antaeotricha stenobathra
- Antaeotricha stringens
- Antaeotricha substricta
- Antaeotricha superciliosa
- Antaeotricha suppressella
- Antaeotricha synercta
- Antaeotricha tanysta
- Antaeotricha teleosema
- Antaeotricha thalamobathra
- Antaeotricha thammii
- Antaeotricha thapsinopa
- Antaeotricha theoretica
- Antaeotricha thesmophora
- Antaeotricha thomasi
- Antaeotricha tibialis
- Antaeotricha tornogramma
- Antaeotricha tortricella
- Antaeotricha tractrix
- Antaeotricha trichonota
- Antaeotricha triplintha
- Antaeotricha trisecta
- Antaeotricha trisinuata
- Antaeotricha tritogramma
- Antaeotricha trivallata
- Antaeotricha trochoscia
- Antaeotricha umbratella
- Antaeotricha unipunctella
- Antaeotricha vacata
- Antaeotricha walchiana
- Antaeotricha vanatum
- Antaeotricha venezuelensis
- Antaeotricha vestalis
- Antaeotricha virens
- Antaeotricha viridis
- Antaeotricha vivax
- Antaeotricha vogli
- Antaeotricha xanthoptila
- Antaeotricha xuthosaris
- Antaeotricha xylocosma
- Antaeotricha zelleri
- Antaeotricha zelotes